# Arie de Vogel
Arie de Vogel (jr) (Schiedam, 26 januari 1871 – Haarlem, 22 mei 1959) was een Nederlands pianist en muziekschooldirecteur. 
Hij was een zoon van Gerritje Ouwehand en Arie de Vogel. Hijzelf trouwde in 1905 met Johanna Elisabeth Bladergroen.
Hij kreeg zijn opleiding aan de Muziekschool van de Maatschappij tot Bevordering der Toonkunst in Rotterdam onder anderen van Cornelis van de Sandt, voor wie hij bij ziekte inviel. Daarna volgden vanuit Schiedam vanaf 1892 concerten in Nederland, België en Frankrijk. In de jaren 1908 en 1909 had hij tournees in Spanje en Portugal. Hij speelde kamermuziek met cellist Charles van Isterdael en violist De Sa. Een concerttournee door Rusland werd afgeblazen vanwege het uitbreken van de Eerste Wereldoorlog. Zijn pianistenloopbaan liep ongeveer tot 1923. Hoogtepunt was een uitvoering met Max Reger van het werk Variaties met fuga opus 119 voor twee piano’s.
Ondertussen werd hij leraar piano aan het eerder genoemd opleidingsinstituut. Die functie groeide in 1919 uit tot het directeurschap van de Muziekschool der Toonkunst in Haarlem. In 1949 ging hij met pensioen.
Hij vestigde zich in Haarlem, speelde een aantal keren met de Haarlemse Orkest Vereniging (HOV) en werd ook daar directeur van de Muziekschool der Toonkunst. Ook in bestuurlijk opzicht was hij actief; hij was enkele jaren vicevoorzitter van de NTV. Hij werd er erevoorzitter. Hij was examinator bij de NTV en staatsexamens.
Hij overleed wonende in Bloemendaal/Overveen in een Haarlems ziekenhuis op 88-jarige leeftijd na een ziekbed van hooguit twee dagen. Hij werd begraven op Begraafplaats Westerveld, zijn vrouw volgde in 1968.